# Center for Creative Photography
Das Center for Creative Photography (CCP), welches sich an der  University of Arizona in Tucson befindet, wurde 1975 von Ansel Adams gegründet. Es ist eine Forschungseinrichtung und Archiv, welche die gesamten Archive von mehr als 60 der bekanntesten amerikanischen Fotografen (u. a.  Edward Weston, Harry Callahan und Garry Winogrand) und über 80.000 Bilder, die über 2000 andere Fotografen repräsentieren, enthält.

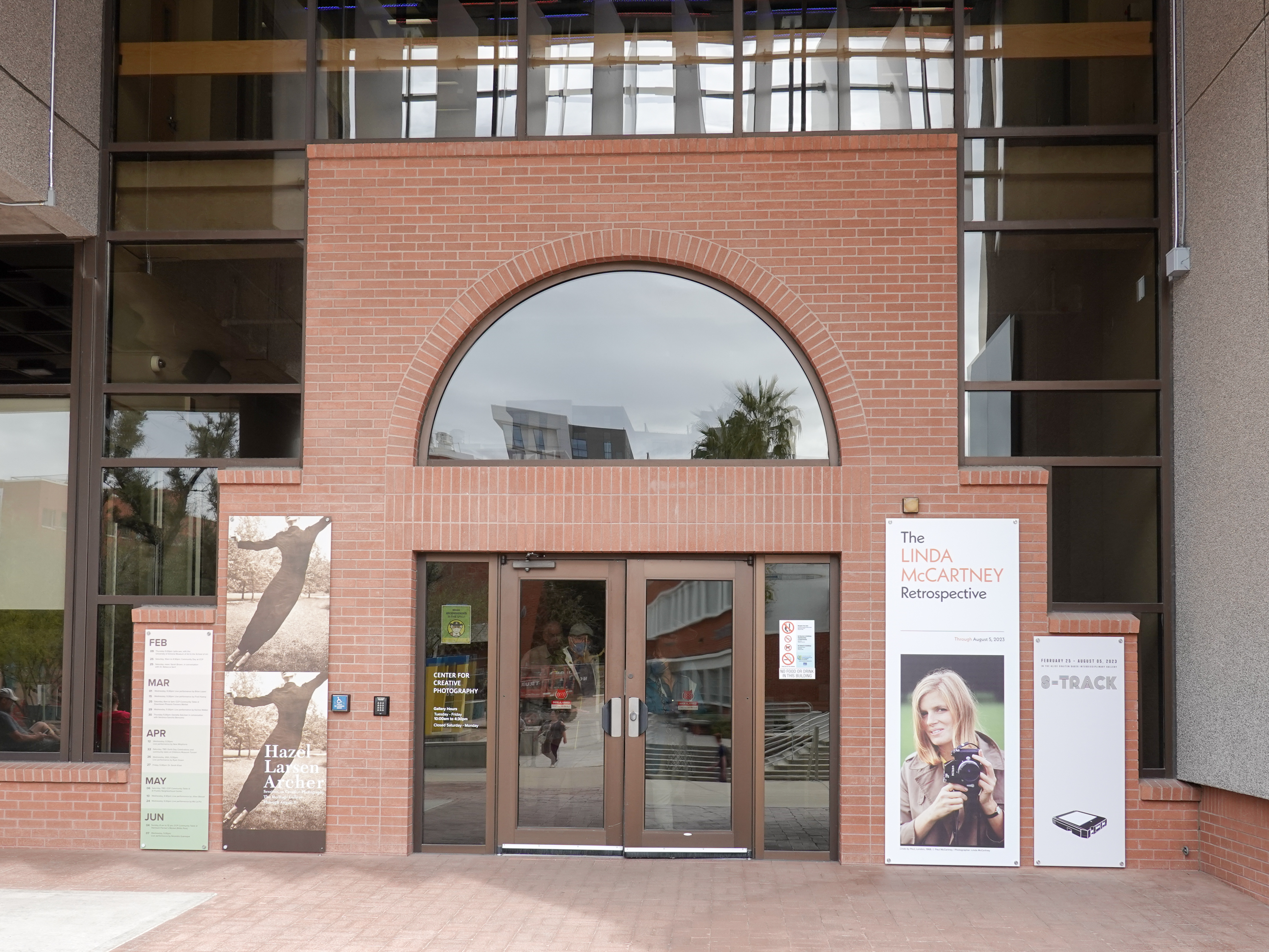

Es enthält außerdem die Sammlung von Ansel Adams einschließlich aller seiner Negative, die bis zu seinem Tod bekannt waren. Das CCP sammelt, erhält und deutet Material, welches grundlegend ist, um die Fotografie und ihre Geschichte zu verstehen.

## Details
Ansel Adams war einer der Gründer des Centers. 1989 wurde das CCP an seinen jetzigen Standort, welcher Teil des University Fine Arts Complex ist, verlegt. Das CCP präsentiert die Fotografie als Kunstform. Die Galerie ist frei zugänglich und Teile der  Kollektion sind ebenfalls online verfügbar. Das CCP besitzt eine immer wechselnde Ausstellung. Neben den Ausstellungsprogrammen bietet das CCP ebenfalls Ausbildungsprogramme, Nachschlaghilfen, einen Museumsshop und Praktika für Studenten der University of Arizona an. Das CCP besitzt einen 240 Plätze großen Vorlesungsraum, welcher mit Audio–visuellen Möglichkeiten ausgestattet ist und für verschiedenste Vorlesungen benutzt wird.